# Otto Wallin
Otto Wallin (* 21. November 1990 in Sundsvall, Schweden, als Einar Otto Wallin) ist ein schwedischer Boxer im Schwergewicht.

## Amateurkarriere
Otto Wallin begann im Alter von 15 Jahren in Sundsvall mit dem Boxen und gewann als Amateur 34 von 46 Kämpfen. Bei Schwedischen Meisterschaften wurde er 2010 Zweiter und 2011 Dritter. Bei der europäischen Olympiaqualifikation 2012 in Trabzon schied er im Achtelfinale gegen Mihai Nistor aus.
Weitere Gegner seiner Amateurlaufbahn waren unter anderem Frazer Clarke, Anthony Joshua, Erik Pfeifer und Magomed Omarow.

## Profikarriere
Wallin wechselte im Alter von 22 Jahren in das Profilager und gewann sein Debüt am 15. Juni 2013. Er wurde zu Beginn von Torsten Schmitz in Berlin, später von Joey Gamache in Kopenhagen trainiert, welcher auch als sein Promoter fungierte. Sein Berater ist Håkan Norberg. Seit März 2019 steht er beim US-Promoter Salita Promotions unter Vertrag. Seine Manager sind David Berlin und Zachary Levin.
Er boxte bis 2019 in Dänemark, Deutschland, Schweden, Bulgarien und Lettland, wobei er jeden seiner 20 Kämpfe gewann, davon 13 vorzeitig. Sein US-Debüt im April 2019 gegen Nick Kisner (Bilanz: 21-4) endete in der ersten Runde wertungslos, nachdem Kisner durch einen Zusammenstoß mit den Köpfen verletzt worden war und nicht weiterkämpfen konnte.
Am 14. September 2019 boxte er in seinem erst zweiten Kampf in den USA gegen Tyson Fury (28-0), überraschte mit seiner Leistung und verlor erst nach den vollen zwölf Runden durch Punktentscheidung. Fury erlitt durch Schlagwirkung eine schwere Cutverletzung über dem rechten Auge, welche nach dem Kampf mit 47 Stichen genäht werden musste.
Im August 2020 siegte er gegen Travis Kauffman (32-2) durch TKO in der fünften Runde und im Februar 2021 einstimmig nach Punkten gegen Dominic Breazeale (20-2), der bereits WM-Herausforderer von Anthony Joshua und Deontay Wilder war.
Am 30. September 2023 gewann er in Antalya überraschend nach Punkten gegen Murat Gassijew (30-1), ehemaliger IBF- und WBA-Weltmeister im Cruisergewicht.
Am 23. Dezember 2023 verlor er in Riad gegen Anthony Joshua (26-3).

## Titel-Gewinne
- 22. April 2017: WBA Continental Champion im Schwergewicht
- 21. April 2018: EBU European Union Champion im Schwergewicht